# LEC Refrigeration Racing

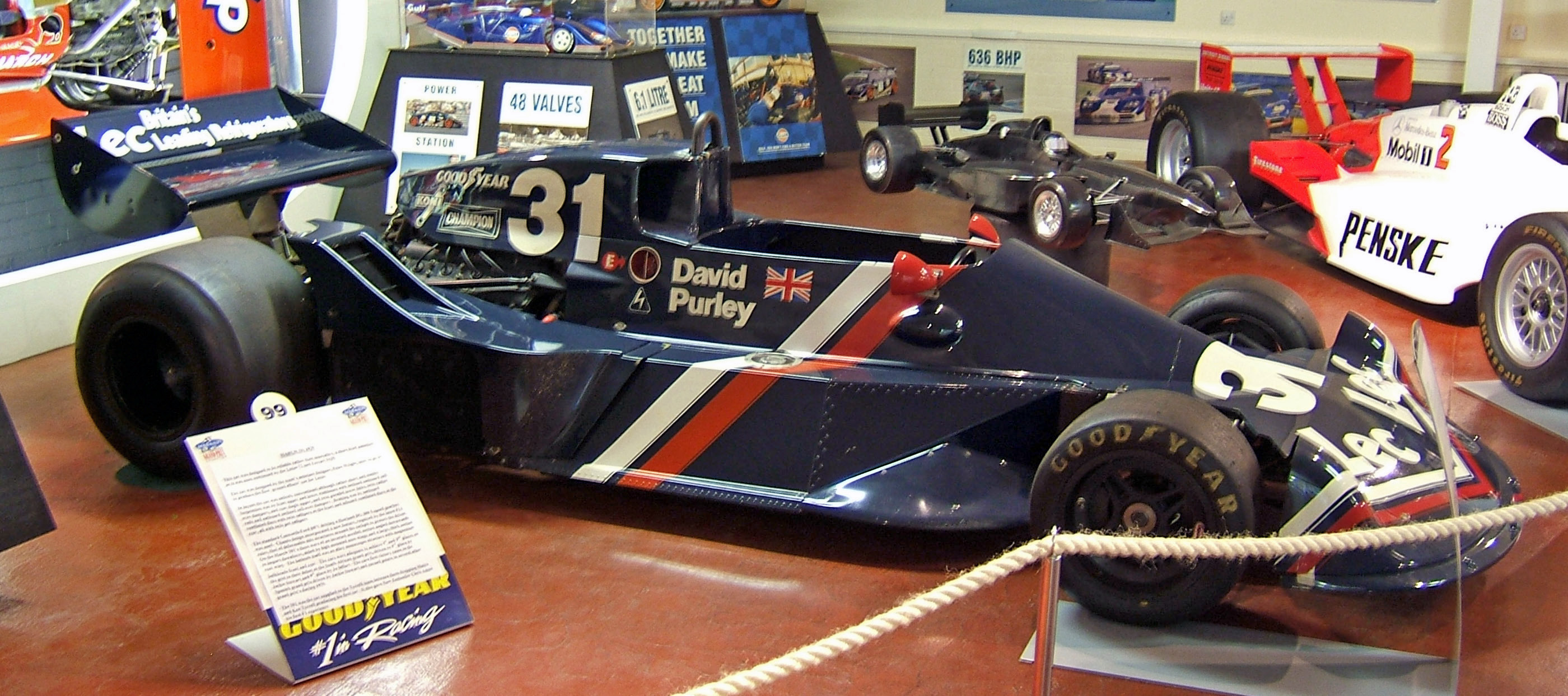
LEC CRP1 en el museo de Donington Park.

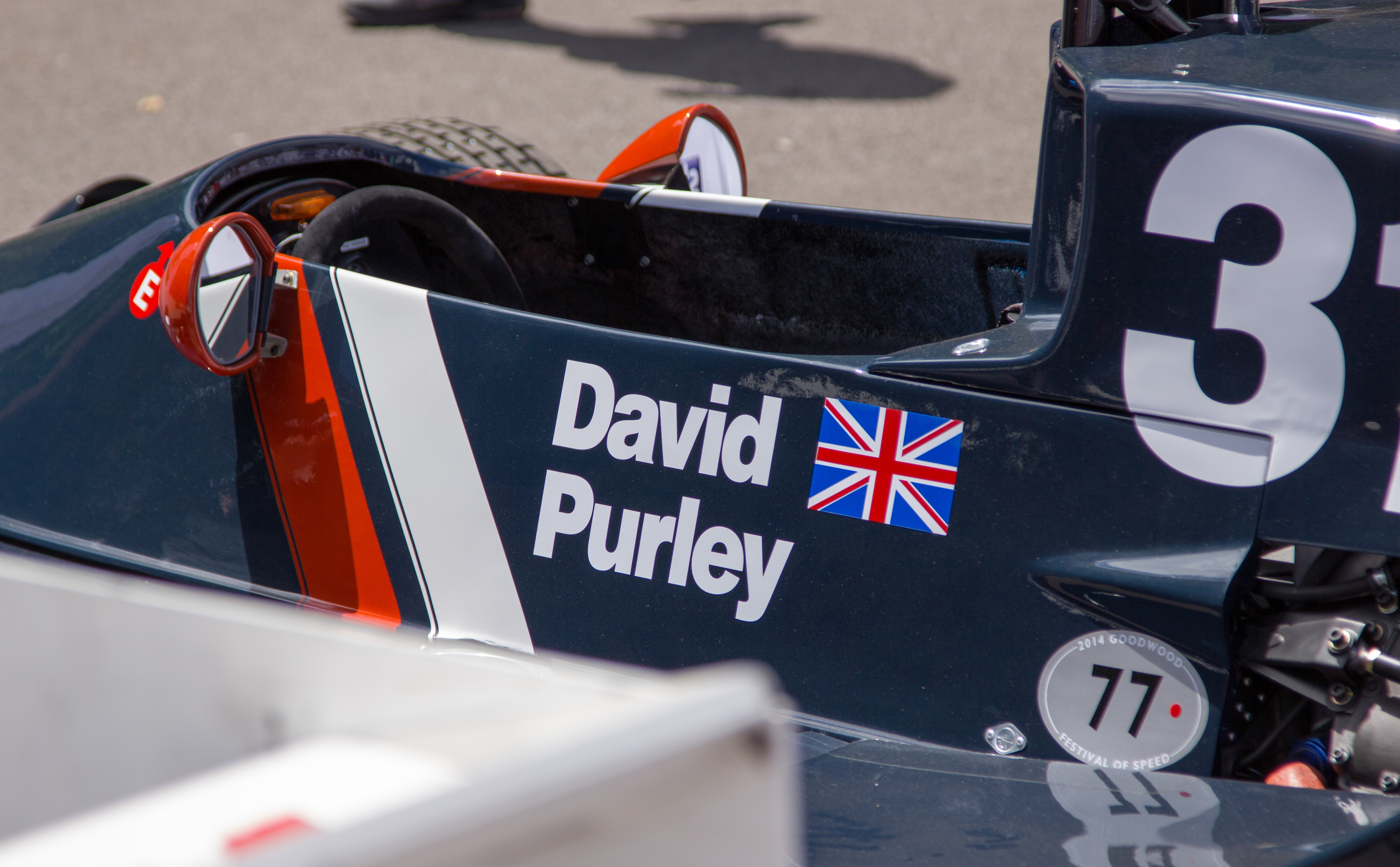
Habitáculo del CRP1.

LEC Refrigeration Racing fue un equipo y constructor de Fórmula 1 fundado por la familia Purley, cuyo hijo David Purley fue el único piloto.
En 1973, el equipo contaba con los chasis March 731 de inscripción privada, debutando en Mónaco 1973. La mejor posición del equipo fue un noveno puesto en el Gran Premio de Italia.
LEC regresó a Fórmula 1 en 1977 con monoplaza propio, el LEC CRP1 diseñado por Mike Pilbeam y preparado por Mike Earle. El CRP1 se mostró competitivo; Purley llegó a rodar tercero en Bélgica, pero cometió un error al intentar defender la posición. En este monoplaza Purley sufrió un grave accidente en los entrenamientos del Gran Premio de Gran Bretaña, donde en una recta se le atascó el acelerador, impactando contra una barrera a 173 km/h. El piloto sufrió la fuerza del impacto a casi 180G, una de las más graves que ha sobrevivido un ser humano. Purley estuvo varios meses en coma. El equipo y David Purley volvieron a correr en un LEC CRP2 pero en Fórmula 1 Británica, obteniendo 3 puntos en 1979.

## Resultados

### Fórmula 1
(Clave) (negrita indica pole position) (cursiva indica vuelta rápida)

| Año         | Chasis    | Motor               | Neu. | N.º | Pilotos      | 1   | 2   | 3   | 4   | 5   | 6   | 7   | 8   | 9   | 10   | 11  | 12  | 13  | 14  | 15  | 16  | 17  | Puntos | Pos. |
| ----------- | --------- | ------------------- | ---- | --- | ------------ | --- | --- | --- | --- | --- | --- | --- | --- | --- | ---- | --- | --- | --- | --- | --- | --- | --- | ------ | ---- |
| 1973        | March 731 | Cosworth DFV 3.0 V8 | G    |     |              | ARG | BRA | RSA | ESP | BEL | MON | SWE | FRA | GBR | NED  | GER | AUT | ITA | CAN | USA |     |     | -      | -    |
| 1973        | March 731 | Cosworth DFV 3.0 V8 | G    | 31  | David Purley |     |     |     |     |     | Ret |     |     | DNS | Ret  | 15  |     | 9   |     |     |     |     | -      | -    |
| 1977        | CRP1      | Cosworth DFV 3.0 V8 | G    |     |              | ARG | BRA | RSA | USW | ESP | MON | BEL | SWE | FRA | GBR  | GER | AUT | NED | ITA | USA | CAN | JPN | NC     | 0    |
| 1977        | CRP1      | Cosworth DFV 3.0 V8 | G    | 31  | David Purley |     |     |     |     | DNQ |     | 13  | 14  | Ret | DNPQ |     |     |     |     |     |     |     | NC     | 0    |
| Referencia: |           |                     |      |     |              |     |     |     |     |     |     |     |     |     |      |     |     |     |     |     |     |     |        |      |